# Награды Следственного комитета при прокуратуре Российской Федерации
Награды Следственного комитета при прокуратуре Российской Федерации — ведомственные награды Следственного комитета при прокуратуре Российской Федерации, учреждённые приказами Следственного комитета при прокуратуре РФ от 8 августа 2008 г. № 69 и от 1 июля 2009 г. № 20.
В связи с образованием Следственного комитета Российской Федерации, ставшего правопреемником Следственного комитета при прокуратуре Российской Федерации, приказом Следственного комитета Российской Федерации от 15 июля 2011 № 111 признан утратившим силу приказ Следственного комитета при прокуратуре Российской Федерации от 8 августа 2008 № 69. Вместе с тем, в приказе № 111 статус приказа Следственного комитета при прокуратуре Российской Федерации от 1 июля 2009 № 20 не определён.

## Перечень наград

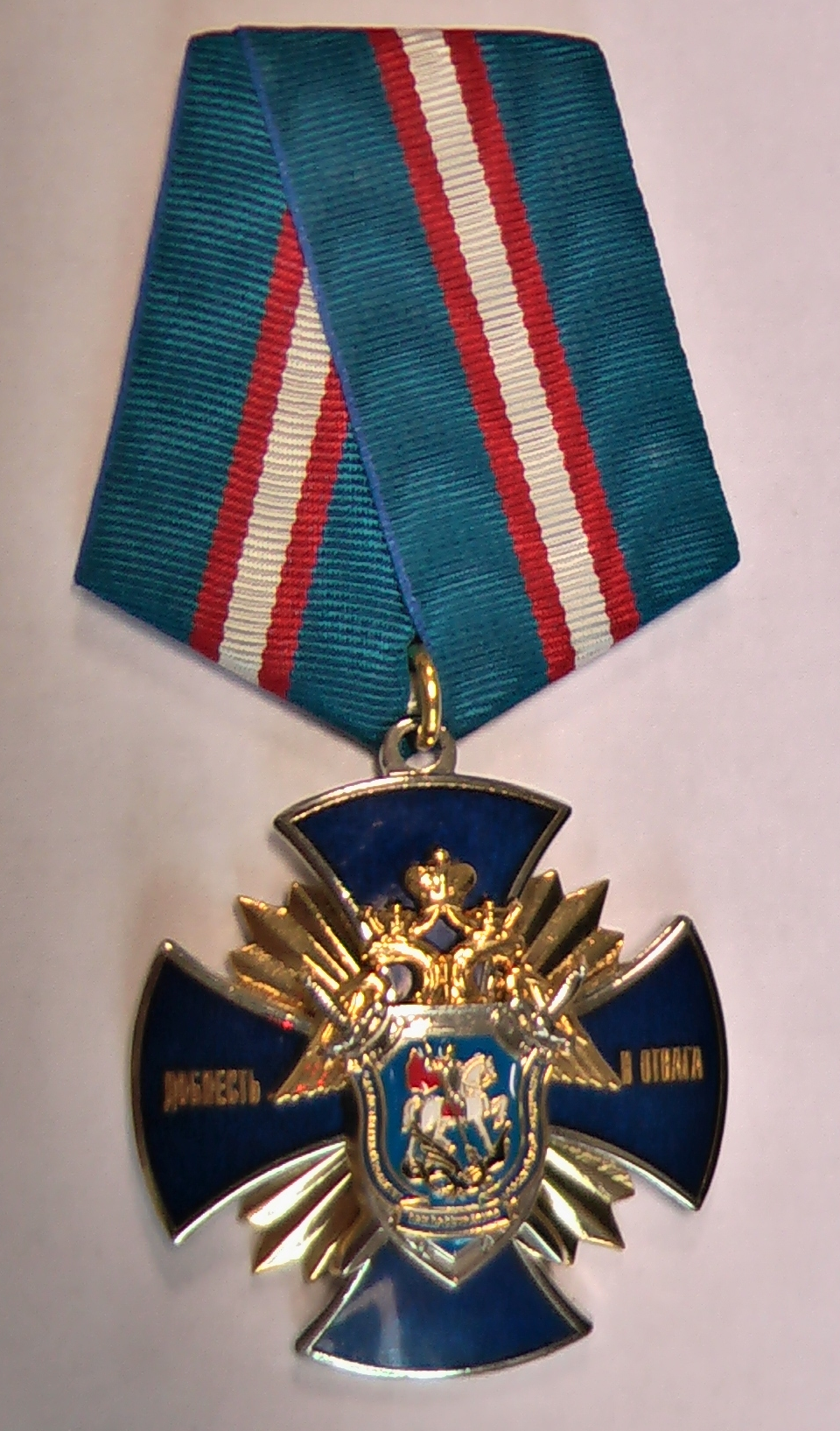
Медаль СКП РФ «Доблесть и отвага»

В соответствии с Положением о знаках отличия Следственного комитета, утверждённого приказом Следственного комитета при прокуратуре РФ от 8 августа 2008 г. № 69, а также приказа от 1 июля 2009 г. № 20, знаки отличия относились к виду поощрения работников органов и учреждений Следственного комитета и являлись ведомственными наградами.
Были учреждены следующие поощрения:
- Нагрудный знак «Почётный работник Следственного комитета при прокуратуре Российской Федерации»;
- именное огнестрельное и холодное оружие;
- знаки отличия;
- Почётная грамота Председателя Следственного комитета при прокуратуре Российской Федерации;
- ценный подарок Председателя Следственного комитета при прокуратуре Российской Федерации;
- благодарность Председателя Следственного комитета при прокуратуре Российской Федерации;
- сладкий подарок Председателя Следственного комитета при прокуратуре Российской Федерации.

Знаки отличия по своей значимости располагались в следующем порядке:
- Медаль «За верность служебному долгу» (СКП РФ);
- Медаль «Доблесть и отвага» (СКП РФ);
- Медаль «За заслуги»;
- Медаль «За отличие»;
- Знак отличия «За участие в противодействии агрессии в Южной Осетии»;
- Медаль «За безупречную службу» I, II, III степеней;
- Медаль «Ветеран следственных органов» (СКП РФ);
- Медаль «За содействие»;
- Знак отличия «За усердие в службе».

## Порядок награждения
В зависимости от достижений в служебной деятельности награждались:
- знаком отличия «За усердие в службе» — федеральные государственные гражданские служащие органов и учреждений Следственного комитета;
- медалями «Доблесть и отвага» и «За заслуги» — следователи, прокуроры-криминалисты, руководители следственных подразделений и другие работники (согласно положению) за общие и конкретные заслуги в служебной деятельности;
- медалями «За верность служебному долгу» и «За отличие», медалью «За безупречную службу» I, II, III степеней — любой работник органов и учреждений Следственного комитета с учетом определенной выслуги лет за успехи в работе и добросовестное отношение к служебным обязанностям;
- знаком отличия «За участие в противодействии агрессии в Южной Осетии» — следователи, следователи-криминалисты, руководители следственных органов, сотрудники подразделений процессуального контроля, другие работники Следственного комитета, выполнявшие возложенные на них задачи по противодействию агрессии в Южной Осетии;
- медалью «Ветеран следственных органов» — любой добросовестный работник органов и учреждений Следственного комитета, прослуживший более 25 лет в следственных подразделениях прокуратуры (в том числе и следственных подразделениях других следственных органов, срок службы в которых зачтен в выслугу лет в Следственном комитете);
- медалью «За содействие» — лица, не являющиеся работниками Следственного комитета и оказавшие помощь в расследований преступлений.

Повторное награждение знаком отличия «За усердие в службе», медалями «За верность служебному долгу», «За содействие», «Ветеран следственных органов» не производилось. Награждение медалью «За безупречную службу» трех степеней производилось последовательно от медали III степени до медали I степени, за исключением случаев, указанных в Положении к медали.
Награждение за новые заслуги одним и тем же знаком отличия из числа тех, которыми награждение могло производиться неоднократно, было возможно не ранее чем через три года после предыдущего награждения, за исключением случаев награждения за заслуги при выполнении заданий особой важности и сложности.

## Порядок ношения наград
Медали Следственного комитета и знак отличия «За участие в противодействии агрессии в Южной Осетии» носятся на левой стороне груди ниже государственных наград Российской Федерации в последовательности, определяющей их значимость.
Знак отличия «За усердие в службе» носится на правой стороне груди ниже государственных наград Российской Федерации, после нагрудного знака «Почётный работник Следственного комитета при прокуратуре Российской Федерации».